# Hypoxis mexicana
Hypoxis mexicana là một loài thực vật có hoa trong họ Hypoxidaceae. Loài này được Schult. & Schult.f. mô tả khoa học đầu tiên năm 1830.